# Francis Chan

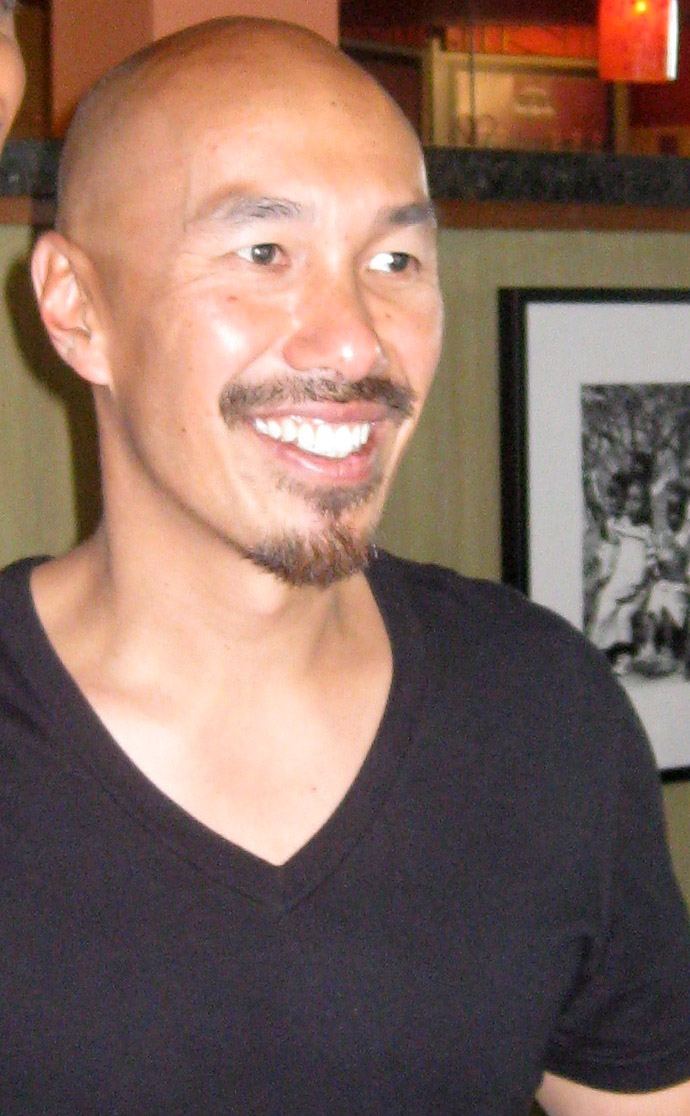
Francis Chan 2009

Francis Chan (* 31. August 1967 in Hongkong) ist ein US-amerikanischer evangelikaler Pastor, Gemeindegründer, Autor, Redner und Vordenker.

## Leben
Chan wurde in Hongkong geboren, seine Mutter starb bei seiner Geburt. Sein Vater zog danach nach San Francisco. Als er sieben Jahre alt war, heiratete sein Vater wieder. Seine Stiefmutter starb zwei Jahre später bei einem Autounfall. Nach einem Jahr heiratete sein Vater nochmals. Als er 12 Jahre alt war, starb auch sein Vater an Krebs. Chan wurde zusammen mit seinen drei Geschwistern von seiner Stiefmutter Josephine aufgezogen. Sie erhielten Unterstützung von einer jüngeren Schwester seines Vaters und ihrem Mann, Marion und William Wong, und deren Kirchengemeinde.
In der Highschool und auf dem College besuchte Chan christliche Jugendgruppen, die seinen Glauben stimulierten und förderten. Bevor er Pastor wurde, arbeitete er für Firmen wie Taco Bell, Mic Pizza, Kirby Company, Ralphs Market, Broadway, Restaurant Acapulco und als Parkettverleger. Er erwarb einen Bachelor of Arts am Master’s College und einen Master of Divinity am Master’s Seminary. Danach war er kurz als Jugendpastor tätig. 1994 gründete er mit seiner Frau Lisa und 30 Personen die Cornerstone Community Church in Simi Valley, Ventura County, Kalifornien, die dann schnell wuchs. Im Jahr 2000 hatte die Kirche 1.600 Mitglieder.
Chan ist auch der Gründer und Präsident des Eternity Bible College. Er hat mehrere Bücher geschrieben, von denen Crazy Love 2009 zum Bestseller wurde. 2010 begann er eine DVD-Serie zu produzieren. Sein Buch Erasing hell (dt. Ausgabe: Hölle light) kann als christlich-konservative Replik und Alternative auf Rob Bells kontrovers diskutiertes Werk Das letzte Wort hat die Liebe angesehen werden.
2011 trat Chan als Pastor der Cornerstone Community Church zurück, um eine neue Gemeinde in der Innenstadt von San Francisco zu gründen und aufzubauen. Er tritt zudem auch als Redner bei christlichen Veranstaltungen in den USA und bei Konferenzen weltweit auf. Viele seiner Predigten, Ansprachen, Auftritte und Kurzbotschaften sind über das Internet und insbesondere über Youtube abrufbar.
Chan ist ein vehementer Gegner des Wohlstandsevangeliums (englisch: prosperity gospel) und eines konsumorientierten Lebensstils in Gesellschaft und Kirche. So bezieht er kein Gehalt als Pastor und lebt nur von einem kleinen Teil der Erträge seiner Bücher. Mit dem großen Rest – bis zu 90 % – seiner eigentlichen Einnahmen unterstützen seine Frau und er Organisationen, die sich für den Kinderschutz, die Befreiung von Sexsklaven und für die Unterstützung der Armen einsetzen. 2022 gab Chan in einem Interview zu, dass Gott ihm gezeigt habe, dass er manchmal arrogant und seine Lehren nicht immer in allen Belangen fehlerfrei gewesen wären, insbesondere dass er Christen mit anderen Meinungen zu sehr verurteilt hätte. Er sei nun vielmehr auf gute Beziehungen, Versöhnung und Einheit unter Christen bedacht.

## Privates
Chan ist verheiratet mit Lisa Chan, sie haben sieben Kinder und wohnten zuerst in San Francisco und dann in Hongkong.

## Werke
- with Danae Yankoski: Crazy Love: Overwhelmed by a Relentless God. David C. Cook Publishing Company, 2008, ISBN 978-1-43476-851-3.
  - mit Danae Yankoski: Mein Leben als Volltreffer. Wen(n) Gottes geniale Liebe antreibt. Luqs, Ingolstadt 2011, ISBN 978-3-94015-844-4.
- with Danae Yankoski: Forgotten God: Reversing our tragic neglect of the Holy Spirit. 2009.
  - mit Danae Yankoski: Der unterschätzte Gott: Den Heiligen Geist neu entdecken. Luqs, Ingolstadt und Francke, Marburg 2011, ISBN 978-3-86827-280-2).
- with Preston Sprinkle: Erasing hell. 2011.
  - mit Preston Sprinkle: Hölle light: Was Gott über die Hölle sagt – und was wir daraus gemacht haben. Gerth Medien, Asslar 2012, ISBN 978-3-86591-669-3.
- with Lisa Chan: You and me forever. Marriage in light of eternity. Claire Love Publishing, San Francisco 2014, ISBN 978-0-99035-140-5.
  - mit Lisa Chan: Du + ich in Ewigkeit: Wie der Himmel unsere Ehe revolutioniert. Francke-Buchhandlung, Marburg 2015, ISBN 978-3-86827-547-6.
- Crazy Love. Rev. ed. David C. Cook Publishing Company, 2013, ISBN 978-1-43470-594-5.
  - Eine vollkommen verrückte Liebe: Überwältigt von einem Gott der nie aufgibt. Francke-Buchhandlung, Marburg 2015, ISBN 978-3-86827-551-3.
- Letters to the Church, David C. Cook, 2018, ISBN 978-0-83077-658-0.
  - Briefe an die Kirche. Gemeinde neu entdecken, Luqs, Ingolstadt 2019, ISBN 978-3-94015-842-0.